# TuS Hofweier
Le TUS Hofweier est un club de handball basé à Hohberg en Allemagne.

## Historiques
- 1928: Fondation du club omnisports.
- 1956: Fondation de la section handball.
- 1979: Le club participe à sa toute première et seule campagne européenne mais se fait éliminer au deuxième tour par le club hongrois du Banyasz Tatabanya.

## Campagne européenne
| Saison    | Compétition               | Manche        | Club              | Aller | Score | Retour | Club         |
| --------- | ------------------------- | ------------- | ----------------- | ----- | ----- | ------ | ------------ |
| 1979-1980 | Coupe des clubs champions | Deuxième tour | Banyasz Tatabanya | 19-14 | 35-33 | 16-19  | TUS Hofweier |

### Clubs rencontrés en coupe d'Europe
- Banyasz Tatabanya